# آرثر والتر جيمس
آرثر والتر جيمس (بالإنجليزية: Arthur Walter James)‏ هو صحفي وسياسي بريطاني (وحمل سابقاً جنسية المملكة المتحدة لبريطانيا العظمى وأيرلندا)، ولد في 30 يونيو 1912، وتوفي في 5 أغسطس 2015. حزبياً، نشط في الحزب الليبرالي.